# Candelária Sport Clube
O Candelária Sport Clube é um clube desportivo fundado oficialmente em 24 de Janeiro de 1990 na Ilha do Pico,Açores, Portugal.
Um clube com uma longa tradição no hóquei em patins, que nasceu precisamente com esta modalidade. Durante muitos anos, este clube representou os Açores como uma verdadeira bandeira no desporto nacional.
Com presenças nos maiores palcos do hóquei em patins europeu e mundial, foi consolidando o seu nome ao longo do tempo.
Ao longo dos anos, contou com atletas de renome tanto a nível nacional como internacional.
A nível nacional, destaca-se a presença numa final da Taça de Portugal, onde foi finalista vencido, tendo defrontado a União Desportiva Oliveirense.

## Palmarés

### Internacionais
| Ano     | prova europeia          | eliminatória      |
| ------- | ----------------------- | ----------------- |
| 2014/15 | Taça CERS               | Oitavos de final  |
| 2013/14 | Taça CERS               | Pré-Eliminatória  |
| 2012/13 | Liga Europeia           | Fase de Grupos    |
| 2011/12 | Liga Europeia           | Quartos-Final     |
| 2010/11 | Liga Europeia           | Meia Final        |
| 2009/10 | Liga Europeia           | Fase de Grupos    |
| 2008/09 | Taça CERS               | Pré-Eliminatória  |
| 2007/08 | Liga Europeia           | Fase de Grupos    |
| 2006/07 | Taça World Skate Europe | Finalista vencido |

### Nacionais
- Campeonato Nacional

12º: 2024-2025
12º: 2016-2017
10º: 2015-2016
11º: 2014-2015
8.º: 2013-2014
6.º: 2012-2013
3.º: 2011-2012
4.º: 2010-2011
4.º: 2009-2010

### Regionais
- Campeonato Regional A.H.Pico

Vencedor (4): 1996-1997 / 2000-2001 / 2001-2002 e 2005-2006

### Formação
Campeonato Regional sub-15

vencedor 201

### Internacional
- Ligações para todos os sítios de hóquei
- Mundook- Sítio com notícias de todo o mundo do hóquei
- Hoqueipatins.com - Sítio com todos os resultados de Hóquei em Patins